# Jakarta XML Binding
Jakarta XML Binding (JAXB; früher Java Architecture for XML Binding) ist eine Programmschnittstelle in Java, die es ermöglicht, Daten aus einer XML-Schema-Instanz heraus automatisch an Java-Klassen zu binden und diese Java-Klassen aus einem XML-Schema heraus zu generieren. Diesen Vorgang nennt man XML-Datenbindung.
Somit ist ein Arbeiten mit XML-Dokumenten möglich, ohne dass der Entwickler direkt Schnittstellen zur Verarbeitung von XML wie SAX oder DOM verwenden muss.
JAXB 2.0 ist Teil der Java Platform, Enterprise Edition 5.0 und der Standard Edition 6.0. Es ist ein Teil der Web Services Interoperability Technology (WSIT). JAXB 1.0 wurde vom Java Community Process als JSR 31 entwickelt, JAXB 2.0 als JSR 222. Die Referenzimplementierung von JAXB ist Teil des Metro-Projektes der GlassFish-Community.
Seit Version 9 ist JAXB nicht mehr Bestandteil der JRE und des JDK.

## Objekt-zu-XML-Transformation
Marshalling generiert bei JAXB aus einem Baum von Java-Objekten ein XML-Dokument. Dies ist eine spezielle Form der Serialisierung. Anwendungsfälle für diese Umwandlung sind beispielsweise Persistierung in einer Datei oder Übertragung über ein Netzwerk. Der umgekehrte Weg heißt Unmarshalling – eine spezielle Form der Deserialisierung. Hierbei wird aus einem gegebenen XML-Dokument wieder ein Baum von Java-Objekten generiert. Um eine solche Umwandlung eindeutig zu realisieren, verwendet man XML-Schemata. Die verwendeten XML-Dokumente gehorchen den im Schema definierten Regeln. Man nennt sie auch Schema-Instanzen.

## Datenbindung
Der Begriff der Datenbindung innerhalb dieses Konzeptes beschreibt einen Satz von Regeln, welche die Abbildung/Repräsentation des XML-Schemas gegenüber den zu generierenden Java-Objekten bestimmen. Auf diese vorgegebenen Regeln kann durch Binding Customizations Einfluss genommen werden. Dies kann durch Inline-Notizen im XML-Schema oder durch eine gesonderte Datei geschehen, die dann dem Binding Compiler mit übergeben wird. Dieser hat dann die Aufgabe, das XML-Schema auf eine entsprechende Java-Objekt-Struktur abzubilden.
Die Tabelle unten listet die Abbildung der XML-Schema-Datentypen (XSD) zu den entsprechenden Datentypen in Java in JAXB auf.
| XML-Schematyp       | Java-Datentyp                           |
| ------------------- | --------------------------------------- |
| xsd:anySimpleType   | java.lang.Object                        |
| xsd:anySimpleType   | java.lang.String                        |
| xsd:base64Binary    | byte[]                                  |
| xsd:boolean         | boolean                                 |
| xsd:byte            | byte                                    |
| xsd:date            | javax.xml.datatype.XMLGregorianCalendar |
| xsd:dateTime        | javax.xml.datatype.XMLGregorianCalendar |
| xsd:decimal         | java.math.BigDecimal                    |
| xsd:double          | double                                  |
| xsd:duration        | javax.xml.datatype.Duration             |
| xsd:float           | float                                   |
| xsd:g               | javax.xml.datatype.XMLGregorianCalendar |
| xsd:hexBinary       | byte[]                                  |
| xsd:int             | int                                     |
| xsd:integer         | java.math.BigInteger                    |
| xsd:long            | long                                    |
| xsd:NOTATION        | javax.xml.namespace.QName               |
| xsd:positiveInteger | java.math.BigInteger                    |
| xsd:QName           | javax.xml.namespace.QName               |
| xsd:short           | short                                   |
| xsd:string          | java.lang.String                        |
| xsd:time            | javax.xml.datatype.XMLGregorianCalendar |
| xsd:unsignedByte    | short                                   |
| xsd:unsignedInt     | long                                    |
| xsd:unsignedLong    | java.math.BigDecimal                    |
| xsd:unsignedShort   | int                                     |

## JAXB Binding Framework
Das JAXB Binding Framework besteht im Kern aus drei Java-Paketen:
- jakarta.xml.bind
- jakarta.xml.bind.util
- jakarta.xml.bind.helpers

Die letzten beiden Pakete liefern unterstützende Funktionen für das Hauptpaket jakarta.xml.bind.
Die Klasse JAXBContext aus jakarta.xml.bind stellt den Eingangspunkt zur Nutzung des Frameworks innerhalb einer eigenen Java-Anwendung dar.
```
    
JAXBContext
 
jc
 
=
 
JAXBContext
.
newInstance
(
"com.acme.foo:com.acme.bar"
);

    
Unmarshaller
 
u
 
=
 
jc
.
createUnmarshaller
();

    
FooObject
 
fooObj
 
=
 
(
FooObject
)
 
u
.
unmarshal
(
new
 
File
(
"foo.xml"
));

    
BarObject
 
barObj
 
=
 
(
BarObject
)
 
u
.
unmarshal
(
new
 
File
(
"bar.xml"
));

```

Aus dem erstellten Kontext-Objekt wird nun ein „Unmarshaller“ generiert. Mit diesem können dann die XML-Daten auf Java-Objekte abgebildet werden.
Seit JAXB 2.1 stellt die Hilfsklasse JAXB aus jakarta.xml.bind einen vereinfachten Weg dar, dies zu erreichen. Die Erzeugung des Kontextes und des Unmarshallers wird durch diese automatisch intern vorgenommen, was gerade Einsteigern die Nutzung von JAXB erheblich erleichtert. Nachteilig hierbei ist jedoch, dass diese Objekte bei jedem Aufruf neu erzeugt werden, sodass in einigen Anwendungsfällen ein Geschwindigkeitsnachteil resultiert:
```
    
FooObject
 
fooObj
 
=
 
JAXB
.
unmarshal
(
new
 
File
(
"foo.xml"
),
 
FooObject
.
class
);

    
BarObject
 
barObj
 
=
 
JAXB
.
unmarshal
(
new
 
File
(
"bar.xml"
),
 
BarObject
.
class
);

```

Um die Datenobjekte wieder zurück in die XML-Form zu bringen, wird ein „Marshaller“ aus dem Kontext-Objekt erzeugt. Ihm werden das Datenobjekt und ein Streamobjekt (java.io.OutputStream oder java.io.Writer) übergeben.
```
    
Marshaller
 
m
 
=
 
jc
.
createMarshaller
();

    
m
.
marshal
(
fooObj
,
 
System
.
out
);

```

Auch an dieser Stelle erleichtert JAXB 2.1 die Programmierung durch die Hilfsklasse JAXB, welche den Marshaller intern erzeugt und somit zu kürzerem Quellcode führt:
```
    
JAXB
.
marshal
(
fooObj
,
 
System
.
out
);

```

## Alternativen
Die folgenden Java XML Binding Frameworks können als Alternative zu JAXB verwendet werden:
- Apache XMLBeans
- Castor (Framework)
- JiBX
- CookXML
- XStream
- Apache Commons Betwixt
- Simple XML Serialization